# (24927) Brianpalmer
(24927) Brianpalmer est un astéroïde de la ceinture principale.

## Description
(24927) Brianpalmer est un astéroïde de la ceinture principale. Il fut découvert le 3 avril 1997 à Socorro (Nouveau-Mexique) par le projet LINEAR. Il présente une orbite caractérisée par un demi-grand axe de 2,39 UA, une excentricité de 0,21 et une inclinaison de 3,2° par rapport à l'écliptique.

## Compléments